# 夏克立乌斯

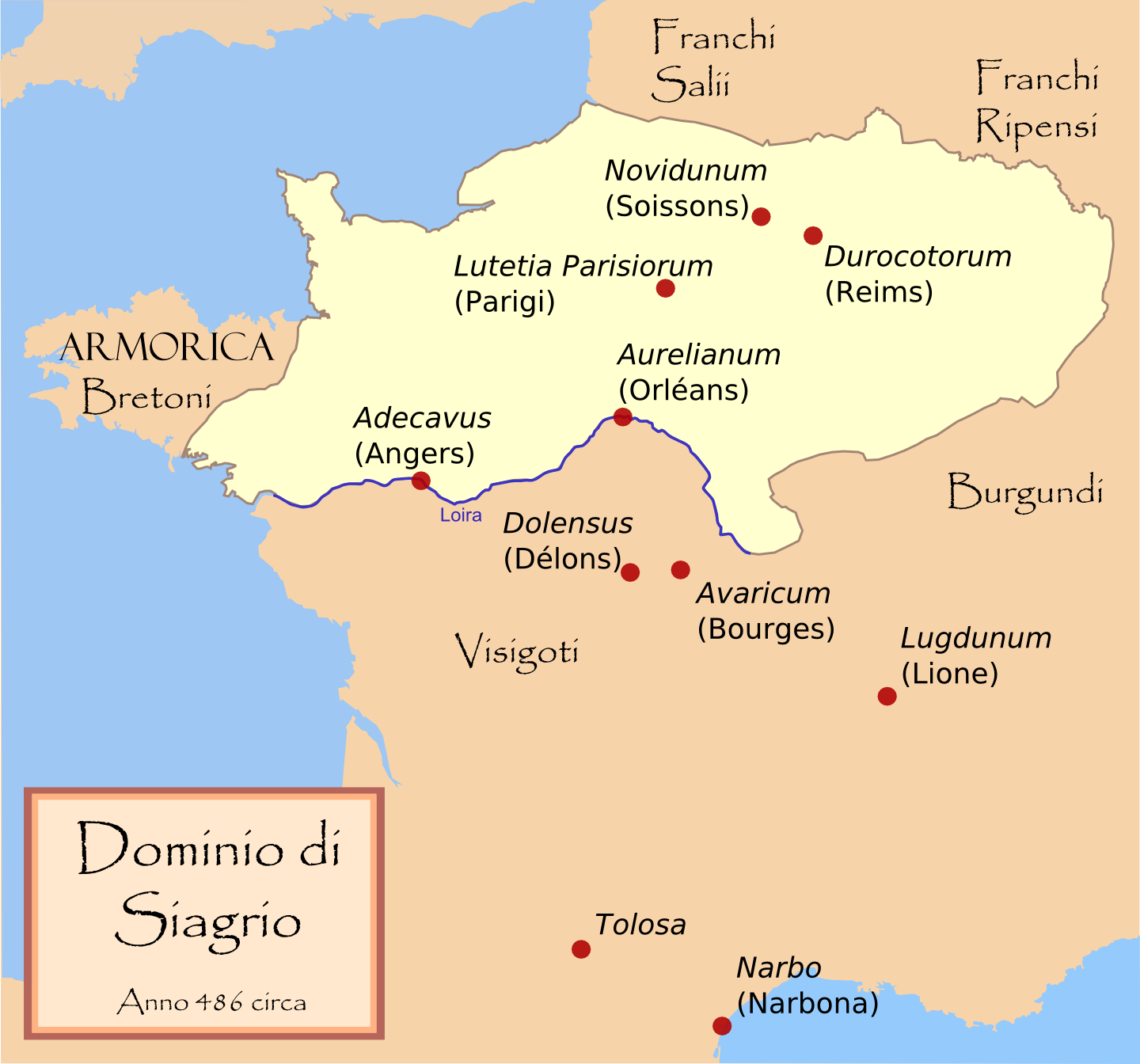
推测夏克立乌斯领地的版图

夏克立乌斯（430年—?），也译作塞阿格流斯、塞格里勒、席亚格里伍斯、西阿各利，是一名罗马将军，也是罗马在高卢的残存国家（苏瓦松王国）最后的统治者。都尔的额我略称其为“罗马人的国王”。克洛维一世打败了夏克利乌斯，结束了西罗马帝国在意大利以外地区的统治。

## 注解
1. ↑  可能是486年[2]、487年或493-4年[3]。